# Zuidzande
Zuidzande est un village appartenant à la commune néerlandaise de L'Écluse (Sluis), situé dans la province de la Zélande. En 2009, le village compte 592 habitants.
Zuidzande est une commune indépendante jusqu'en 1970, date à laquelle la commune est rattachée à Oostburg.

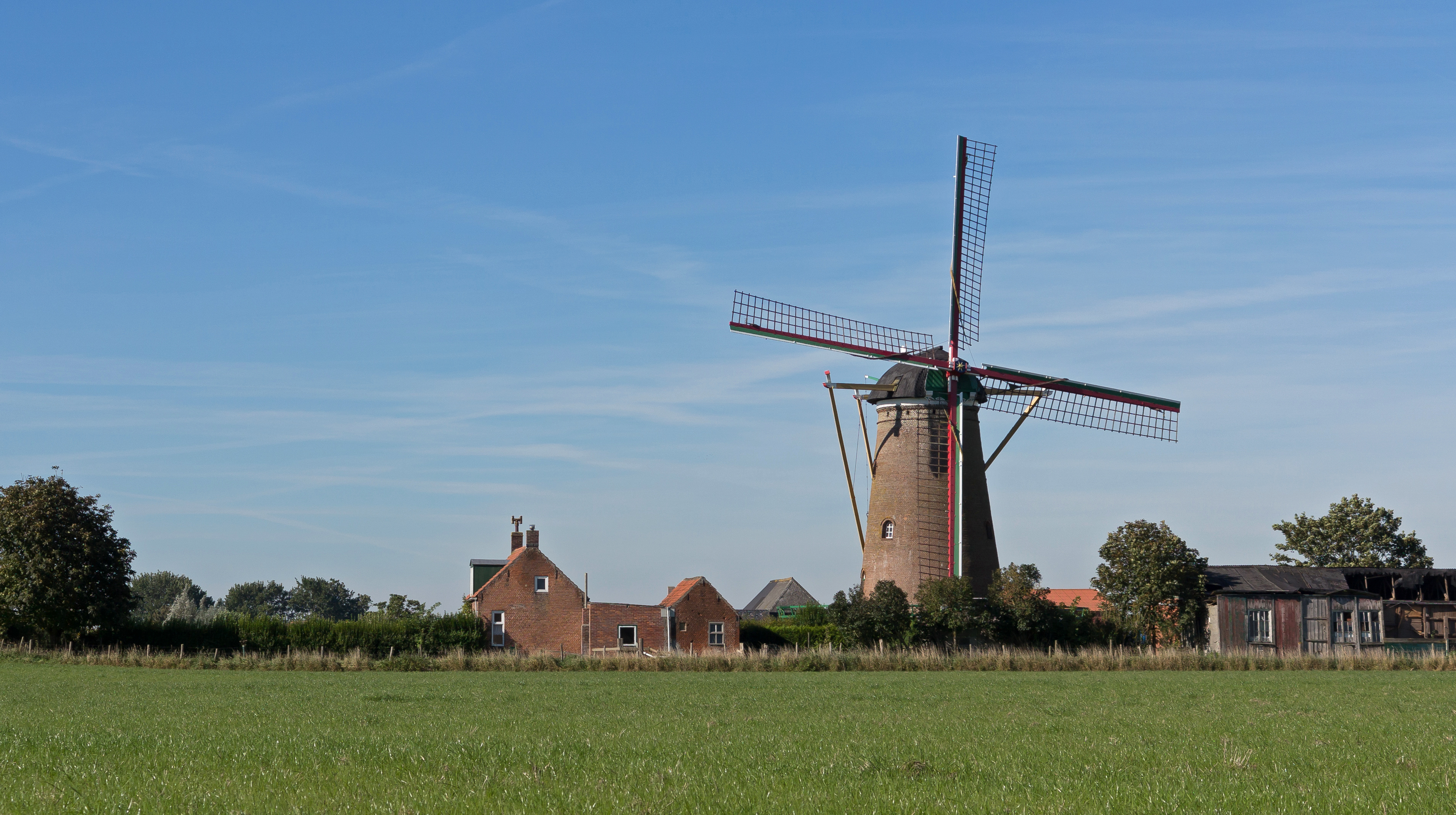
Moulin de Zuidzande
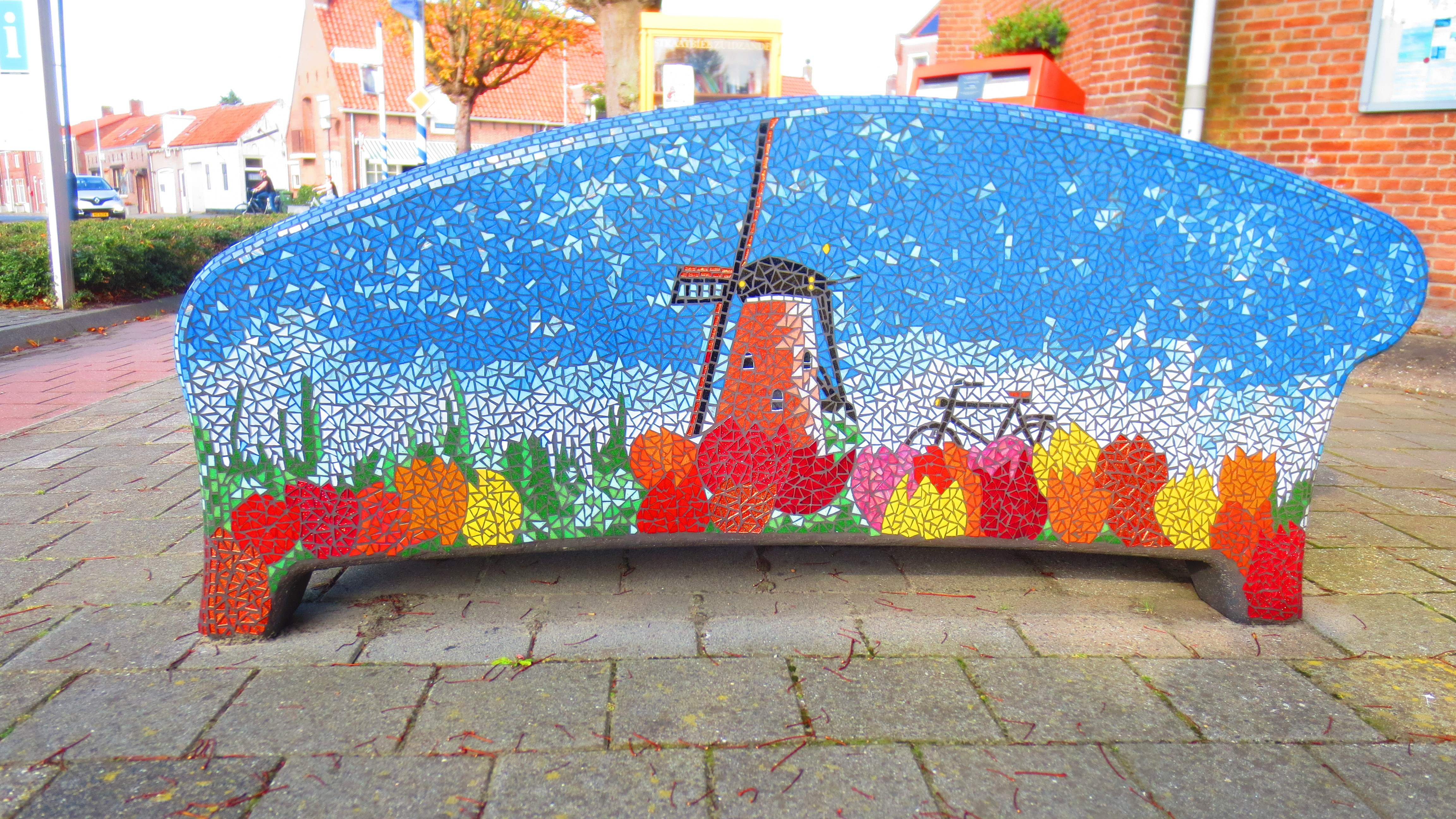
Le banc public
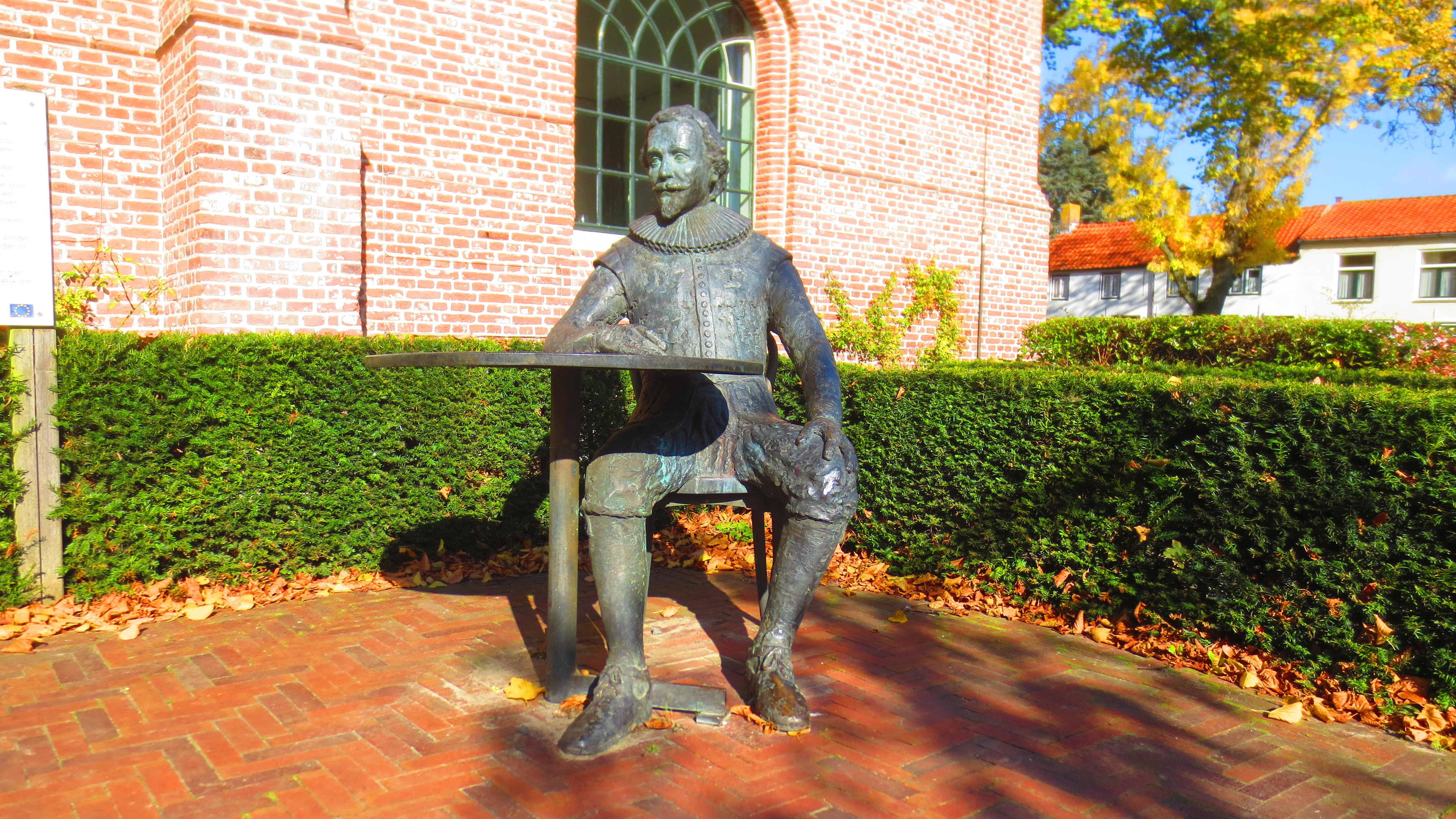
Statue de Jacob Cats